# Kazimierz Woyda

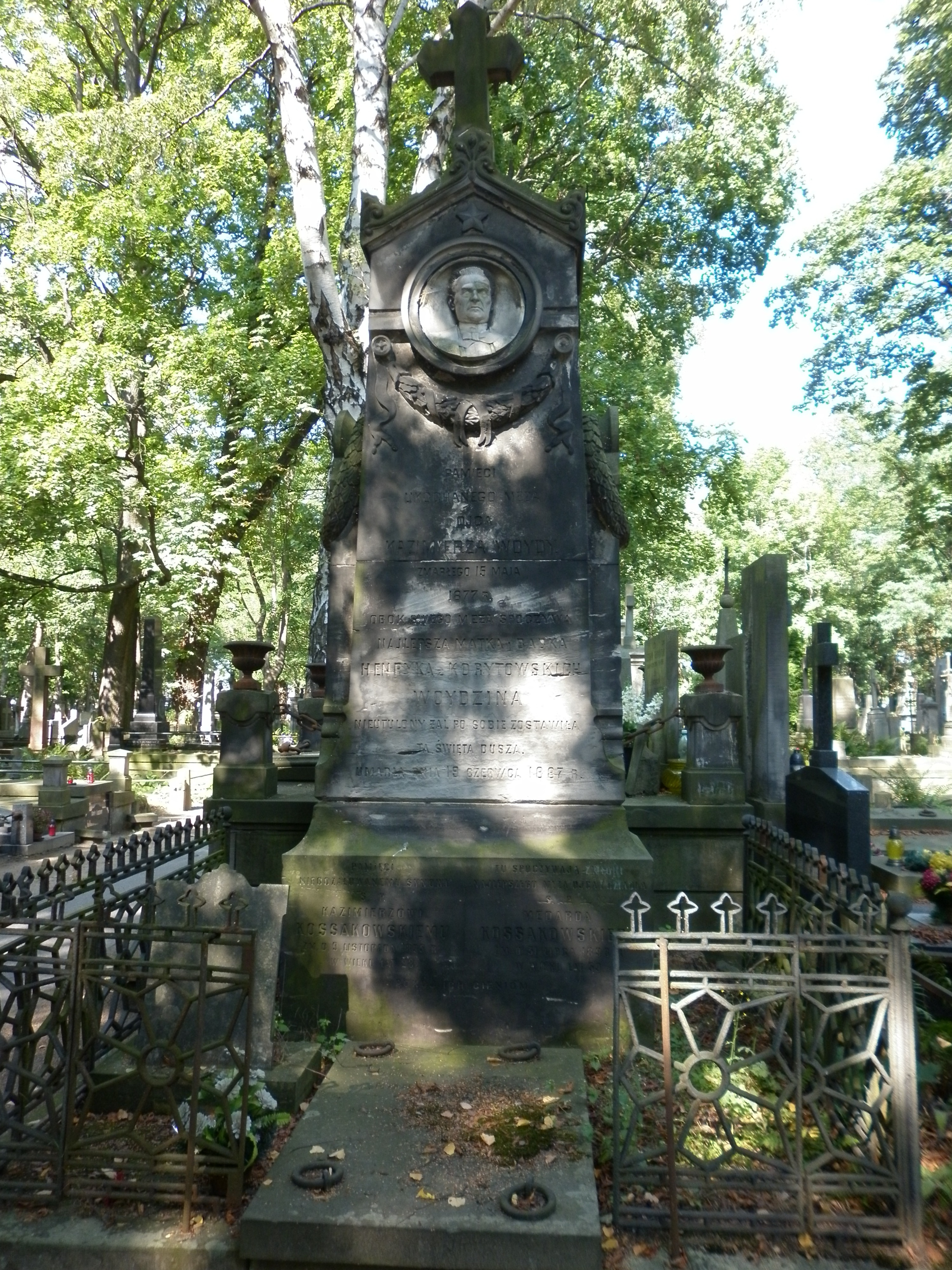
Grób Kazimierza Woydy na Starych Powązkach

Kazimierz Karol Woyda (ur. 2 lipca 1810 w Warszawie, zm. 15 maja 1877 tamże) – prezydent Warszawy, wolnomularz.

## Życiorys
Był synem Karola Fryderyka Woydy, prezydenta Warszawy w latach 1816–1830, wychowankiem Liceum Warszawskiego. W 1830 uzyskał stopień magistra administracji. W 1833 był pomocnikiem archiwisty, od 1835 referentem, a w 1836 mianowany urzędnikiem do szczególnych zleceń w Komisji Rząd. Spraw Wewnętrznych. W 1837 był naczelnikiem Wydziału Kas Zarządu Municypalnego Warszawy, w 1838-1846 komisarzem obwodu, a potem naczelnikiem powiatu kujawskiego we Włocławku.
Prezydentem Warszawy był od lutego 1862 do 27 maja 1863. Podczas inauguracyjnego posiedzenia nowej Rady Miasta przedstawił program rozwoju miasta. Postulował reorganizację samorządu, rozbudowę komunikacji miejskiej. Powołał też spółkę, która miała wybudować domy dla robotników. 15 sierpnia 1863 został odwołany z funkcji prezydenta miasta przez Aleksandra Wielopolskiego.
Zmarł 15 maja 1877 w Warszawie i został pochowany na cmentarzu Powązkowskim (kwatera 46-6-29/30).